# Rhagastis binoculata
Espèce
Rhagastis binoculata est une espèce d'insectes lépidoptères de la famille des Sphingidae, sous-famille des Macroglossinae, tribu des Macroglossini, sous-tribu des Choerocampina et du genre Rhagastis . 

## Description
L'envergure est 54-63 mm. Il est très similaire à  Rhagastis albomarginatus dichroae et se distingue que par une tache ovale gris-rose à travers les lignes postmédianes sur le dessus de l'aile antérieure. Le dessus de l'aile antérieure est également très similaire à Rhagastis albomarginatus, mais la tache pâle ovale remarquable qui divise les lignes postmédianes est gris-rose. La face inférieure de l'aile postérieure montre une petite tache noire discale.

## Répartition et habitat
Répartition
L'espèce est endémique de Taiwan.

## Biologie
Les adultes ont un vol rapide et visitent les fleurs après le crépuscule. Les chenilles se nourrissent sur Hydrangea chinensis .

## Systématique
- L'espèce  Rhagastis binoculata a été décrite par l'entomologiste japonais Shonen Matsumura en 1909.

### Synonymie
- Rhagastis varia Wileman, 1910
- Rhagastis elongata Clark, 1937
- Rhagastis albomarginatus sauteri Mell, 1958